# 滦河
滦河，古称濡水、渜水，意通輭水、弱水，唐代因諧音改爲現名，是华北地区第二大单独入海的河流，发源于中华人民共和国河北省北部，承德市境内丰宁满族自治县西北的巴彦古尔图山北麓，向北流入内蒙古自治区，此段蒙古语称为“上都音高勒”（上都的河曲），汉语意译上都河。后向东南急转进入河北省东北部，一直向东南流入渤海，全长885公里，总流域面积达4.46万平方千米。基本都在河北省境内。滦河主要支流有武烈河、青龙河等，它穿越长城的地方形成长城的一座关口—喜峰口，流经较大城市只有承德。
滦河在内蒙古高原的上游水流缓慢，河床宽浅；中游进入燕山山脉，坡陡流急，下游进入冀东平原重又变缓，河道中淤积很多，承德以下可行小船。清朝时，皇帝曾从承德乘大船从其支流武烈河进入干流再转入支流瀑河向辽宁方向进发。但20世纪后半叶以后，由于沿岸植被破坏严重，水流减少，已经不能行大船。
滦河的中上游只经过承德一个城市，承德的工业不发达。流域内基本是非灌溉型的山区农业，因此滦河水量还比较充沛，水质比较清洁。迁西县城以上有大黑汀水库，瀑河和干流交汇处有潘家口水库。为了缓解海河下游严重缺水的状况，1983年由这两座水库引水，建成引滦入津工程，为天津和唐山调水，现在经蓟县于桥水库、北运河向天津调运的滦河水已经成为天津的主要水源。
滦河沿岸风景秀丽，郦道元在《水经注》中就曾经提到过濡水（滦河的古名）支流武烈水畔的“磬锤峰”。中上游原热河省的区域，在清朝时属于皇家禁区，两岸山上都是高大的松树，民国以后移民增多，植被破坏严重，再加上军阀和日本侵略军的盗伐，现在除了避暑山庄内已经很少能见到大树了，但次生灌木仍然能组成青山绿水的风景。下游两岸是优质稻米的主要产区。
随着经济的发展，目前水质污染问题已经成为需要关注的问题，天津市每年都要对滦河中上游地区给予经济补贴，以帮助维护水质清洁。

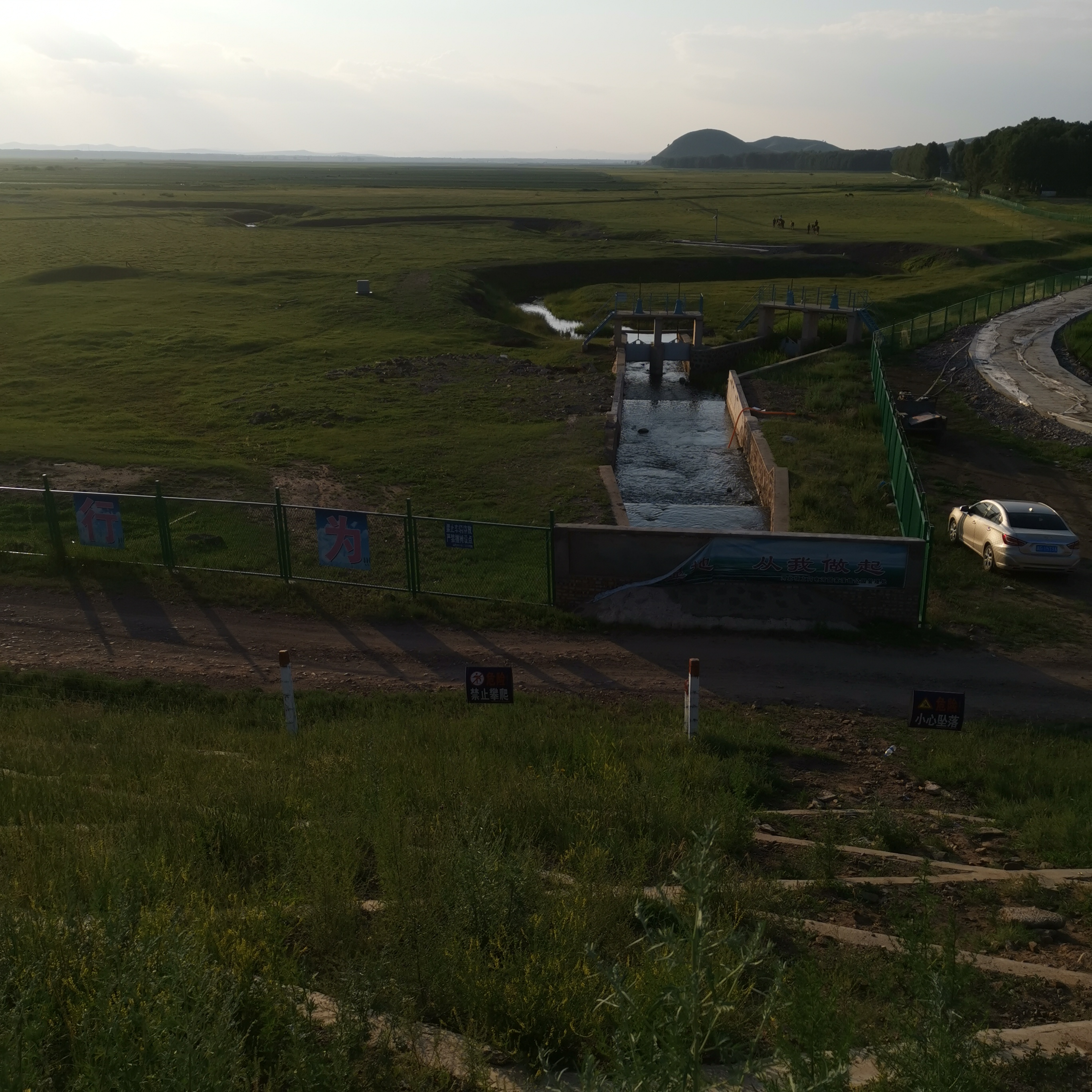
滦河源头闪电河水库坝下

## 主要支流
- 闪电河
- 小滦河
- 兴州河
- 伊逊河
- 武烈河
- 柳河
- 长河
- 青龙河

## 延伸阅读
[在维基数据编辑]
 《欽定古今圖書集成·方輿彙編·山川典·灤河部》，出自陈梦雷《古今圖書集成》